# Morogoro

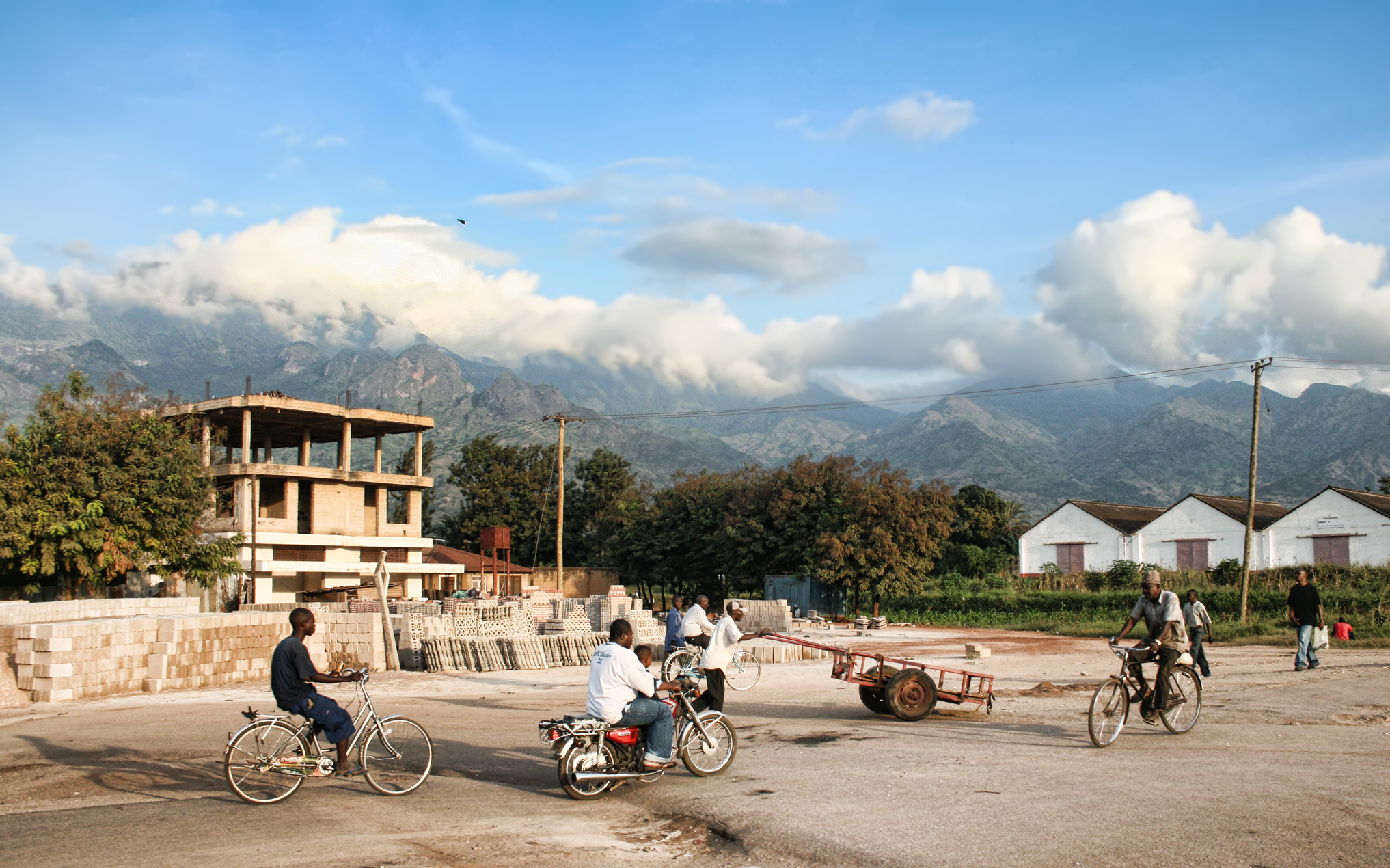
Morogoro

Morogoro – miasto we wschodniej Tanzanii, u stóp gór Uluguru; ośrodek administracyjny regionu Morogoro. Około 315 tys. mieszkańców. Ośrodek przemysłu spożywczego; przerobu sizalu; centrum handlowe regionu uprawy kawy; wyższa szkoła rolnicza; seminaria duchowne; lotnisko.

## Informacje ogólne
Morogoro jest znaczącym ośrodkiem rolniczym w regionie. Siedzibę w mieście ma Uniwersytet Rolniczy Sokoine. W mieście przebywają misjonarze chrześcijańscy. Morogoro posiada kilka szkół i szpitali. Miasto jest siedzibą Centrum Amani, które pomaga ponad 3400 osobom niepełnosprawnym z okolicznych terenów.

## Transport
Morogoro obsługiwane jest przez lokalną stację kolejową. Miasto posiada komunikację miejską w postaci publicznych autobusów „dala dala”.

## Zaopatrzenie w wodę
Osiemdziesiąt procent wody pochodzi z tamy Mindu Dam na rzece Ngerengere. Jej budowa rozpoczęła się w 1978 roku i wywołała wiele kontrowersji wśród lokalnej społeczności.

## Klimat
| Dane klimatyczne dla Morogoro | Dane klimatyczne dla Morogoro | Dane klimatyczne dla Morogoro | Dane klimatyczne dla Morogoro | Dane klimatyczne dla Morogoro | Dane klimatyczne dla Morogoro | Dane klimatyczne dla Morogoro | Dane klimatyczne dla Morogoro | Dane klimatyczne dla Morogoro | Dane klimatyczne dla Morogoro | Dane klimatyczne dla Morogoro | Dane klimatyczne dla Morogoro | Dane klimatyczne dla Morogoro | Dane klimatyczne dla Morogoro |
| Miesiąc                       | Sty                           | Lut                           | Mar                           | Kwi                           | Maj                           | Cze                           | Lip                           | Sie                           | Wrz                           | Paź                           | Lis                           | Gru                           | Rok                           |
| ----------------------------- | ----------------------------- | ----------------------------- | ----------------------------- | ----------------------------- | ----------------------------- | ----------------------------- | ----------------------------- | ----------------------------- | ----------------------------- | ----------------------------- | ----------------------------- | ----------------------------- | ----------------------------- |
| Średnia najwyższa °C (°F)     | 32 (89)                       | 32 (89)                       | 31 (88)                       | 29 (85)                       | 28 (83)                       | 27 (81)                       | 27 (81)                       | 28 (83)                       | 29 (85)                       | 31 (88)                       | 32 (90)                       | 32 (89)                       | 29,8 (85,9)                   |
| Średnia najniższa °C (°F)     | 21 (69)                       | 21 (70)                       | 21 (69)                       | 21 (69)                       | 19 (66)                       | 16 (61)                       | 15 (59)                       | 16 (60)                       | 17 (62)                       | 18 (64)                       | 19 (67)                       | 21 (69)                       | 18,8 (65,4)                   |
| Opady mm (cale)               | 99 (3,9)                      | 97 (3,8)                      | 173 (6.8)                     | 206 (8,1)                     | 99 (3,9)                      | 28 (1,1)                      | 15 (0,6)                      | 10 (0,4)                      | 15 (0,6)                      | 25 (1,0)                      | 51 (2,0)                      | 71 (2,8)                      | 889 (35)                      |

Źródło: Weatherbase

## Edukacja
W Morogoro znajduje się kampus Uniwersytetu Rolniczego Sokoine. Miasto ma też Jordan University College oraz Mzumbe University.

## Sport
Morogoro posiada reprezentantów w tanzańskiej Premier League. Reprezentują je dwa kluby: Mtibwa Sugar F.C. i Polisi Morogoro.

## Miasta partnerskie
- Fresno
- Vaasa